# Журнал органической химии
«Журнал органической химии» — ведущий российский научный журнал, посвященный вопросам органической химии.

## Описание
Журнал основан в 1965 году в Ленинграде и выходит 12 раз в год.
В журнале публикуются оригинальные статьи о методах синтеза органических соединений, теоретических проблемах органической химии, механизмах реакций и реакционной способности органических и элементоорганических соединений.
По состоянию на 2024 год главным редактором журнала является академик РАН Ирина Белецкая. Редакционная коллегия и редакционный совет состоит из действительных академиков Российской академии наук и других видных отечественных и зарубежных учёных-химиков.
Журнал является рецензируемым, включен в перечень Высшей аттестационной комиссии для опубликования работ соискателей ученых степеней. Рукописи принимаются на русском языке и переводятся на английский язык.
Издателем русской версии журнала выступает Российская академия наук. Русская версия журнала индексируется в ВАК и РИНЦ.
Издателем английской версии журнала выступает издательство Pleiades Publishing, Inc.Английская версия журнала индексируется в международных базах данных: AGRICOLA, BFI List, Baidu, CLOCKSS, CNKI, CNPIEC, Chemical Abstracts Service (CAS), Current Contents/Physical, Chemical and Earth Sciences, Dimensions, EBSCO Academic Search, EBSCO Advanced Placement Source, EBSCO Discovery Service, EBSCO MasterFILE, EBSCO STM Source, Google Scholar, INIS Atomindex, Japanese Science and Technology Agency (JST), Journal Citation Reports/Science Edition, Naver, OCLC WorldCat Discovery Service, Portico, ProQuest-ExLibris Primo, ProQuest-ExLibris Summon, Reaction Citation Index, Reaxys, SCImago, SCOPUS, Science Citation Index, Science Citation Index Expanded (SCIE), Semantic Scholar, TD Net Discovery Service, UGC-CARE List (India), Wanfang.

## Индексирование
- Список ВАК (1 января 1970 г.-) — русская и английская версия журнала,
- РИНЦ (1 января 1970 г.)[2] — русская и английская версия журнала,
- RSCI WoS (1 января 1970 г.-) — английская версия журнала,
- JCR (1 октября 1997 г.-1 октября 1999 г.) — английская версия журнала.

## Английская версия журнала
Английскую версию журнала «Журнал органической химии» издает издательство Pleiades Publishing, Ltd. под названием «Russian Journal of Organic Chemistry», дистрибьютором которой является издательство Springer.

## Редакционная коллегия
- В. П. Анаников
- И. С. Антипин
- У. М. Джемилев
- А. И. Коновалов
- В. И. Минкин
- В. Г. Ненайденко
- О. М. Нефедов
- В. А. Тартаковский (заместитель главного редактора)
- Р. Е. Трифонов (ответственный секретарь)
- Б. А. Трофимов
- А. Ю. Федоров
- В. Н. Чарушин
- А. В. Чепраков
- О. Н. Чупахин

## Международный редакционный совет
- P. Dixneuf (Франция)
- I. Alabugin (США)
- S.-I. Murahashi (Япония)

## Редакция журнала
- Н. И. Короленко (заведующий редакцией журнала)
- М. И. Горюн (научный редактор журнала)